# Jarwal
Jarwal è una suddivisione dell'India, classificata come nagar panchayat, di 15.777 abitanti, situata nel distretto di Bahraich, nello stato federato dell'Uttar Pradesh. 